# Europamästerskapsrekord i friidrott
Europamästerskapsrekord i friidrott är liktydigt med det bästa resultat som noterats i en friidrottsgren under ett Europamästerskap.

## Herrar
| Herrar            | EM-rekord    | Rekordinnehavare                                                                 | Plats, Datum                                 |
| ----------------- | ------------ | -------------------------------------------------------------------------------- | -------------------------------------------- |
| 100 meter         | 9,95 s       | Zharnel Hughes StorbritannienMarcell Jacobs Italien                              | Berlin 7 augusti 2018München 16 augusti 2022 |
| 200 meter         | 19,76 s      | Ramil Gulijev Turkiet                                                            | Berlin 9 augusti 2018                        |
| 400 meter         | 44,15 s      | Alexander Doom Belgien                                                           | Rom 10 juni 2024                             |
| 800 meter         | 1.43,84 min  | Olaf Beyer Östtyskland                                                           | Prag 31 augusti 1978                         |
| 1500 meter        | 3.31,95 min  | Jakob Ingebrigtsen Norge                                                         | Rom 12 juni 2024                             |
| 5000 meter        | 13.10,15 min | Jack Buckner Storbritannien                                                      | Stuttgart 31 augusti 1986                    |
| 10000 meter       | 27.30,99 min | Martti Vainio Finland                                                            | Prag 29 augusti 1978                         |
| 3000 meter hinder | 8.07,87      | Mahiedine Mekhissi-Benabbad Frankrike                                            | Barcelona 1 augusti 2010                     |
| 110 meter häck    | 13,02 s      | Colin Jackson Storbritannien                                                     | Budapest 22 augusti 1998                     |
| 400 meter häck    | 46,98 s      | Karsten Warholm Norge                                                            | Rom 11 juni 2024                             |
| Höjdhopp          | 2,37 m       | Gianmarco Tamberi Italien                                                        | Rom 11 juni 2024                             |
| Stavhopp          | 6,10 m       | Armand Duplantis Sverige                                                         | Rom 12 juni 2024                             |
| Längdhopp         | 8,65 m       | Miltiadis Tentoglou Grekland                                                     | Rom 8 juni 2024                              |
| Trestegshopp      | 18,18 m      | Jordan Díaz Spanien                                                              | Rom 11 juni 2024                             |
| Kulstötning       | 22,45 m      | Leonardo Fabbri Italien                                                          | Rom 8 juni 2024                              |
| Diskuskastning    | 69,78 m      | Mykolas Alekna Litauen                                                           | München 19 augusti 2022                      |
| Släggkastning     | 86,74 m      | Jurij Sedych Sovjetunionen                                                       | Stuttgart 30 augusti 1986                    |
| Spjutkastning     | 89,72 m      | Steve Backley Storbritannien                                                     | Budapest 23 augusti 1998                     |
| Tiokamp           | 8 811 p      | Daley Thompson Storbritannien                                                    | Stuttgart 28 augusti 1986                    |
| 4 × 100 meter     | 37,67 s      | Storbritannien Jeremiah Azu Zharnel Hughes Jona Efoloko Nethaneel Mitchell-Blake | München 21 augusti 2022                      |
| 4 × 400 meter     | 2.58,22 min  | Storbritannien Paul Sanders Kriss Akabusi John Regis Roger Black                 | Split 1 september 1990                       |
| Halvmaraton       | 1:01.03 h    | Yemaneberhan Crippa Italien                                                      | Rom 9 juni 2024                              |
| Maraton           | 2:09.51 h    | Koen Naert Belgien                                                               | Berlin 12 augusti 2018                       |
| 20 km gång        | 1:18.37 h    | Francisco Javier Fernández Spanien                                               | München 6 augusti 2002                       |
| 35 km gång        | 2:26.49 h    | Miguel Ángel López Spanien                                                       | München 16 augusti 2022                      |
| 50 km gång        | 3:32.32 h    | Yohann Diniz Frankrike                                                           | Zürich 15 augusti 2014                       |

## Damer
| Damer             | EM-rekord    | Rekordinnehavare                                                               | Plats, Datum                                 |
| ----------------- | ------------ | ------------------------------------------------------------------------------ | -------------------------------------------- |
| 100 meter         | 10,73 s      | Christine Arron Frankrike                                                      | Budapest 19 augusti 1998                     |
| 200 meter         | 21,71 s      | Heike Drechsler Östtyskland                                                    | Stuttgart 29 augusti 1986                    |
| 400 meter         | 48,16 s      | Marita Koch Östtyskland                                                        | Aten 8 september 1982                        |
| 800 meter         | 1.55,41 min  | Olga Minejeva Sovjetunionen                                                    | Aten 8 september 1982                        |
| 1 500 meter       | 3.56,91 min  | Tatjana Tomasjova Ryssland                                                     | Göteborg 12 augusti 2006                     |
| 3000 meter        | 8.30,28 min  | Svetlana Ulmasova Sovjetunionen                                                | Aten 9 september 1982                        |
| 5000 meter        | 14.35,29 min | Nadia Battocletti Italien                                                      | Rom 7 juni 2024                              |
| 10000 meter       | 30.01,09 min | Paula Radcliffe Storbritannien                                                 | München 6 augusti 2002                       |
| 3000 meter hinder | 9.11,31 min  | Luiza Gega Albanien                                                            | München 20 augusti 2022                      |
| 100 meter häck    | 12,31 s      | Cyréna Samba-Mayela Frankrike                                                  | Rom 8 juni 2024                              |
| 400 meter häck    | 52,49 s      | Femke Bol Nederländerna                                                        | Rom 11 juni 2024                             |
| Höjdhopp          | 2,03 m       | Tia Hellebaut Belgien                                                          | Göteborg 11 augusti 2006                     |
| Höjdhopp          | 2,03 m       | Venelina Veneva Bulgarien                                                      | Göteborg 11 augusti 2006                     |
| Höjdhopp          | 2,03 m       | Blanka Vlašić Kroatien                                                         | Barcelona 1 augusti 2010                     |
| Stavhopp          | 4,85 m       | Ekaterini Stefanidi GreklandWilma Murto Finland                                | Berlin 9 augusti 2018München 17 augusti 2022 |
| Längdhopp         | 7,30 m       | Heike Drechsler Östtyskland                                                    | Split 28 augusti 1990                        |
| Trestegshopp      | 15,15 m      | Tatjana Lebedeva Ryssland                                                      | Göteborg 9 augusti 2006                      |
| Kulstötning       | 21,69 m      | Vita Pavlysj Ukraina                                                           | Budapest 20 augusti 1998                     |
| Diskuskastning    | 71,36 m      | Diana Sachse Östtyskland                                                       | Stuttgart 28 augusti 1986                    |
| Släggkastning     | 78,94 m      | Anita Włodarczyk Polen                                                         | Berlin 12 augusti 2018                       |
| Spjutkastning     | 67,90 m      | Christin Hussong Tyskland                                                      | Berlin 10 augusti 2018                       |
| Sjukamp           | 6 823 p      | Jessica Ennis Storbritannien                                                   | Barcelona 31 juli 2010                       |
| 4 × 100 meter     | 41,68 s      | Östtyskland Silke Gladisch-Möller Sabine Günther Ingrid Auerswald Marlies Göhr | Split 1 september 1990                       |
| 4 × 400 meter     | 3.16,87 min  | Östtyskland Kirsten Emmelmann Sabine Busch Petra Müller Marita Koch            | Stuttgart 31 augusti 1986                    |
| Halvmaraton       | 1:10.19 h    | Sara Moreira Portugal                                                          | Amsterdam 10 juli 2016                       |
| Maraton           | 2:25.14 h    | Christelle Daunay Frankrike                                                    | Zürich 16 augusti 2014                       |
| 10 km gång        | 42.37 min    | Sari Essayah Finland                                                           | Helsingfors 9 augusti 1994                   |
| 20 km gång        | 1:26.36 h    | María Pérez Spanien                                                            | Berlin 11 augusti 2018                       |
| 35 km gång        | 2:47.00 h    | Antigoni Drisbioti Grekland                                                    | München 16 augusti 2022                      |
| 50 km gång        | 4:09.21 h    | Inês Henriques Portugal                                                        | Berlin 7 augusti 2018                        |

## Mixed
| Mixed         | EM-rekord   | Rekordinnehavare                                                            | Plats, Datum    |
| ------------- | ----------- | --------------------------------------------------------------------------- | --------------- |
| 4 × 400 meter | 3.09,92 min | Irland Christopher O'Donnell Rhasidat Adeleke Thomas Barr Sharlene Mawdsley | Rom 7 juni 2024 |